# 아부촌
아부촌(阿部村)은 도쿠시마현 가이후군에 있던 촌이다. 

## 역사
- 1889년 10월 1일 - 정촌제 시행에 수반해 가이후군 아부촌이 성립하였다
- 1955년 2월 11일 - 미키타정에 편입해 소멸하였다.

## 참고문헌
- 角川日本地名大辞典 36 徳島県